# Coupe d'Europe hivernale des lancers 2003
Navigation
Édition précédente Édition suivante
La 3e édition de la Coupe d'Europe hivernale des lancers s'est déroulée les 1er et 2 mars 2003 à Gioia Tauro, en Italie. La compétition est organisée par l'Association européenne d'athlétisme.

## Résultats

### Hommes
| Épreuves          | Or                        | Argent                           | Bronze                  |
| Lancer du poids   | Rutger Smith 20,52 m      | Ivan Yushkov 19,54 m             | Peter Sack 19,53 m      |
| Lancer du disque  | Gerd Kanter 64,17 m       | Mario Pestano 63,71 m            | Ionel Oprea 62,29 m     |
| Lancer du javelot | Christian Nicolay 83,80 m | Aleksandr Ivanov 79,24 m         | Dominique Pause 78,60 m |
| Lancer du marteau | Nicola Vizzoni 75,35 m    | Aléxandros Papadimitríou 74,74 m | Ilya Konovalov 74,73 m  |

### Femmes
| Épreuves          | Or                          | Argent                  | Bronze                     |
| Lancer du poids   | Irina Khudoroshkina 18,47 m | Anna Romanova 18,09 m   | Cristiana Checchi 17,91 m  |
| Lancer du disque  | Teresa Machado 63,65 m      | Viktoriya Boyko 60,63 m | Stilianí Tsikoúna 59,73 m  |
| Lancer du javelot | Steffi Nerius 62,50 m       | Oksana Gromova 61,12 m  | Yekaterina Ivakina 60,42 m |
| Lancer du marteau | Manuela Montebrun 72,18 m   | Mihaela Melinte 69,24 m | Olga Kuzenkova 66,25 m     |

## Classement par équipes
| Place | Pays      | Points |
| ----- | --------- | ------ |
| 1     | Allemagne | 8 482  |
| 2     | Russie    | 8 296  |
| 3     | Italie    | 8 161  |
| 4     | France    | 6 177  |
| 5     | Espagne   | 4 104  |
| 6     | Ukraine   | 3 941  |
| 7     | Turquie   | 3 853  |
| 8     | Roumanie  | 3 213  |

| Place | Pays        | Points |
| ----- | ----------- | ------ |
| 1     | Russie      | 8 238  |
| 2     | Allemagne   | 7 885  |
| 3     | Italie      | 7 882  |
| 4     | Ukraine     | 7 705  |
| 5     | Royaume-Uni | 4 599  |
| 6     | Portugal    | 3 933  |
| 7     | Suède       | 3 318  |
| 8     | France      | 3 149  |